# اصغر خدایاری
اصغر خدایاری (زادهٔ ۹ مارس ۱۹۵۳) یک دوچرخه‌سوار پیشین اهل ایران است. او در رقابت‌های انفرادی جاده و تایم‌تریل تیمی در بازی‌های المپیک تابستانی ۱۹۷۶ شرکت داشت.